# Chính sách thị thực của Quần đảo Faroe
Quần đảo Faroe là một phần của Vương quốc Đan Mạch nhưng không thuộc Khối Schengen, và thị thực Schengen hay giấy phép cư trú được cấp bởi các quốc gia Schengen không có hiệu lực để đến Quần đảo Faroe. Một loại thị thực đặc biệt để đến Quần đảo Faroe có thể được xin tại các lãnh sự của Đan Mạch. Các điều kiện giống với các điều kiện để xin thị thực Đan Mạch. Thị thực Quần đảo Faroe không được dùng để đến Đan Mạch.
Công dân của Liên minh Hộ chiếu Bắc Âu có thể đến bằng một giấy tờ có ảnh. Công dân của EU (trừ Ireland) và các quốc gia Schengen khác có thể đến đây bằng thẻ căn cước. Công dân của các quốc gia khác cần có hộ chiếu.